# ادموند بویل
ادموند بویل (انگلیسی: Edmund Boyle, 8th Earl of Cork; ۲۱ اکتبر ۱۷۶۷ – ۲۹ ژوئن ۱۸۵۶) افسر و سیاستمدار اهل پادشاهی ایرلند بود. وی همچنین برندهٔ جوایزی همچون نشان سنت پاتریک شده‌است.